# Гросбетлинген
Гросбетлинген (њем. Großbettlingen) општина је у њемачкој савезној држави Баден-Виртемберг. Једно је од 44 општинска средишта округа Еслинген. Према процјени из 2010. у општини је живјело 4.119 становника. Посједује регионалну шифру (AGS) 8116022.

## Географски и демографски подаци
Гросбетлинген се налази у савезној држави Баден-Виртемберг у округу Еслинген. Општина се налази на надморској висини од 358 метара. Површина општине износи 4,2 km². У самом мјесту је, према процјени из 2010. године, живјело 4.119 становника. Просјечна густина становништва износи 974 становника/km².

## Међународна сарадња
| Мјесто   | Држава    | Врста сарадње | Од    |
| -------- | --------- | ------------- | ----- |
| Скарлино | Италија   | пријатељство  | 2001. |
|          | САД       | пријатељство  | 2001. |
|          | Чешка     | пријатељство  | 2001. |
|          | Француска | пријатељство  | 2001. |
| Извор    |           |               |       |